# Benni Ljungbeck
Benni Ljungbeck (n. 20 iulie 1958, Hässleholm, Kristianstads län⁠(d), Suedia) este un luptător ce a reprezentat Suedia, medaliat olimpic. A participat la 3 ediții ale Jocurilor Olimpice (1980, 1984, 1988) în care a câștigat o medalie de bronz.